# Jean Damasio
Jean Damasio, né le 31 octobre 1919 à Grasse (Alpes-Maritimes), et mort le 20 août 1984 à Mâcon (Saône-et-Loire), est un homme politique français.

## Biographie
Après des études en école hôtelière, Jean Damasio devient commerçant et hôtelier, à La Bourboule.
Mobilisé au début de la seconde guerre mondiale, il participe ensuite à la résistance, et finit la guerre avec le grade de lieutenant des FFI.
Engagé dans son milieu professionnel, il est membre de la chambre de commerce du Tarn, puis juge au tribunal de commerce de Clermont-Ferrand.
Conseiller municipal de La Bourboule, sans étiquette, il s'engage au sein de l'UDCA de Pierre Poujade dès sa fondation.
En 1955, il entre dans l'équipe nationale de ce mouvement, et, logiquement, prend en 1956 la tête de d'une liste poujadiste dans la troisième circonscription de la Seine. Avec 9,6 % des voix, il est élu député.
Parlementaire très actif, il prend fait et cause pour l'Algérie française, ce qui le conduit à soutenir le retour au pouvoir de Charles de Gaulle, qu'il pense partisan d'une politique de fermeté vis-à-vis des nationalistes algériens.
Sa carrière politique s'achève cependant avec la fin de la Quatrième République.

## Sources
Biographie sur le site de l'assemblée nationale